# Ihsahn
Vegard Sverre Tveitan, más conocido como Ihsahn (Notodden, Noruega; 10 de octubre de 1975), es un compositor, guitarrista, bajista, tecladista y vocalista noruego, conocido especialmente por su trabajo con la banda de black metal sinfónico Emperor. 
Ihsahn ha formado parte también de las bandas Thou Shalt Suffer y Peccatum, que fundó con su esposa Ihriel (de nombre real Heidi S. Tveitan), y actualmente está concentrado en su carrera en solitario, que produjo los álbumes The Adversary, angL, After y Eremita.

## Biografía
Vegard Tveitan nació en la ciudad de Notodden en 1975, comenzando a tocar el piano a los siete años y la guitarra a los diez.
Tveitan conoció a Tomas Haugen (conocido como Samoth) a los trece años, en un seminario musical, entablando amistad debido a su gusto por la música de Iron Maiden. En 1991, ambos amigos formaron el grupo de death metal Thou Shalt Suffer, en la que Tveitan actuaba como teclista y guitarrista Antes de que Haugen dejase la banda, ésta produjo algunos álbumes. De este modo, Thou Shalt Suffer continúa hasta hoy en día con Ihsahn como único miembro. 
Tras la marcha de Haugen de Thou Shalt Suffer, tanto él como Tveitan formaron Emperor, uno de los más reconocidos grupos de black metal de la escena de Noruega en el que Tveitan tocaba la guitarra y los teclados, aportando un sonido distintivo al grupo. Tras varias demos publicadas, Euronymous, guitarrista de Mayhem, les ofreció publicar su primer disco, In the Nightside Eclipse, en su sello Deathlike Silence Productions.
Poco después de la publicación de este debut, Haugen y Bård Eithun (conocido como Faust) fueron arrestados y enviados a prisión por sendos delitos, congelando la trayectoria de la banda. Sin embargo, Tveitan decidió marcharse a la casa de sus padres para componer la mayoría del álbum Anthems to the Welkin at Dusk, grabado tras la libertad condicional de Haugen. 
En 1995, Ihsahn participó en el álbum Blood Must Be Shed de Zyklon-B tocando el sintetizador. Tres años después, Ihsahn formó el grupo de avant garde metal Peccatum junto con su mujer Heidi Tveitar (conocida como Ihriel). Este proyecto paralelo publicó cinco álbumes hasta su disolución en marzo de 2006, con un estilo distinto del de Emperor, aunque con raíces en el black metal. En 1999, Emperor publicó IX Equilibrium.
El último álbum de Emperor, Prometheus: The Discipline of Fire & Demise, salió al mercado en 2001, y fue compuesto totalmente por Ihsahn. Este álbum presenta una orquestación más compleja, y una reducción en el uso del sintetizador. Tras la publicación de este trabajo, los miembros de Emperor deciden acabar con la actividad de la banda para dedicarse a otros proyectos. 
El 30 de septiembre de 2005 se produjo un concierto de Emperor tras cuatro años de sequía, en la fiesta por el 15.º aniversario de la revista Scream en el Rockefeller de Oslo. Este concierto de sólo tres canciones sirvió como anuncio de una pequeña gira que el grupo pensaba realizar en Europa y América en 2006.
The Adversary, el primer álbum solista de Ihsahn, salió a la venta en abril de 2006. Todos los instrumentos fueron grabados por él, excepto la batería, que corrió a cargo de Asgeir Mickelson. Este álbum muestra influencias del metal progresivo, aunque sin abandonar el black metal de Emperor. 
Ya en 2008 se publicó su segundo álbum de estudio en solitario, angL, el 26 de mayo, siguiendo la senda estilística marcada por The Adversary.

## Discografía

### Thou Shalt Suffer
- Into the Woods of Belial Demo - (1991)
- Open the Mysteries of Your Creation Demo - (1991)
- The True Black - (1992)(Mini L.P. with Mayhem)
- Into the Woods of Belial - (1997) (reedit. 2004)
- Somnium - (2000)

### Emperor
Álbumes de estudio
- Emperor [12" EP] - (1993)
- As the Shadows Rise [7" EP] - (1994)
- In the Nightside Eclipse - (1994)
- Reverence [EP] - (1996)
- Anthems to the Welkin at Dusk - (1997)
- IX Equilibrium - (1999)
- Prometheus: The Discipline of Fire & Demise - (2001)

Directos y recopilatorios
- Emperor / Hordanes Land [Split CD] - (1993)
- Emperor / Wrath of the Tyrant [Recopilatorio] - (1998)
- Thorns vs. Emperor [Split CD] - (1999)
- Emperial Live Ceremony [Directo] - (2000)
- True Kings of Norway [Split CD] - (2000)
- Emperial Vinyl Presentation [Box Set] - (2001)
- Scattered Ashes [Recopilatorio] - (2003)

Demos
- Wrath of the Tyrant [Demo] - (1992)
- As the Shadows Rise [7"] - (1994)

### Peccatum
- Strangling from Within - (1999)
- Oh, My Regrets [EP] - (2000)
- Amor Fati - (2001)
- Lost in Reverie - (2004)
- The Moribund People [EP] - (2005)

### En solitario
- The Adversary - (2006)
- angL - (2008)
- After - (2010)
- Eremita  - (2012)
- Das Seelenbrechen (2013)
- Arktis. (2016)
- Amr (2018)
- Telemark [EP] (2020)
- Pharos [EP] (2020)
- Ihsahn (2024)

### Hardingrock
- Grimen - (2007)

### Como invitado y miembro de sesión
- Ildjarn – Det Frysende Nordariket (1995) – Vocalista de sesión en varias canciones
- Wongraven – Fjelltronen (1995) – Sintetizadores
- Zyklon-B – Blood Must Be Shed (1995) – Guitarra y sintetizadores
- Ulver – Themes from William Blake's The Marriage of Heaven and Hell (1998) – vocalista invitado en "A Song of Liberty"
- Arcturus – The Sham Mirrors (2002) – Vocalista invitado en "Radical Cut"
- Star of Ash – Iter.Viator (2002) – Varios instrumentos, guitarrista y bajista
- Devin Townsend Project – Deconstruction (2011) – Vocalista de sesión en el tema "Juular"
- Jeff Loomis – Plains of Oblivion (2012) – Vocalista invitado en el tema "Surrender"
- Leprous – Coal (2013) – Vocalista Invitado en el tema "Contaminate Me"
- Me and That Man – New Man, New Songs, Same Shit, Vol 1 (2020) – Vocalista y guitarrista Invitado en el tema "By the River"

## Videografía
- Emperial Live Ceremony [VHS/DVD] - (2000)